# Bernart Arnaut d'Armanyac
Bernart Arnaut d'Armanyac (mort el 1226) fou un noble i trobador occità.

## Vida
Bernart Arnaut era fill de Bernart d'Armanyac, vescomte de Fézensaguet i germà de Guerau V d'Armanyac.
En el cançoner H es conserva una vida-razó que explica l'intercanvi de coblas entre Na Lombarda i Bernart Arnaut d'Armanyac, coblas que van inserides en el mateix text. La cobla de Bernat Arnaut és l'única poesia que ens ha pervingut d'aquest trobador.
El text, més centrat en la figura femenina de Lombarda, ens dona dades sobre la vida d'ella, i Bernart hi apareix de manera secundària en la razó. El text explica que Bernart Arnaut (Bernartz N'Arnautz, fraire del comte d'Armanhac) anà a Tolosa per veure Lombarda de qui havia sentit parlar i que li feu la cort i fou un amic seu. Però un dia li envià aquesta cobla (que es reprodueix en el text) i se'n va anar a la seva terra. Na Lombarda se sorprengué molt de l'actitud de Bernart i li envià una cobla en resposta (que es reprodueix també).
La cobla de Bernart comença dient Lombards volgr'eu esser per Na Lombarda / q'Alamada no'm plaz tan ni Giscarda ("Voldria ser llombard per Na Lombarda /, ja que Alamanda ni Giscarda no em plauen tant"). Les altres dues dames mencionades poden ser també trobairitz. També Bernart cita en un altre vers de la seva cobla el trobador Jordan de l'Isla de Venessi. Bernart en la seva cobla retreu a Lombarda que no correspongui als seus favors (qe par qe'm don s'amor, mais trop me tarda "que sembla que em doni el seu amor, però triga massa").

## Obra
- (54,1)[2] Lombards volgr' eu eser per Na Lonbarda (cobla adreçada a Lombarda).